# フライト・オブ・ドラゴン
フライト・オブ・ドラゴン（原題：The Flight of Dragons）は、1982年のアメリカと日本の合作テレビアニメーション映画。監督はアーサー・ランキン・Jr、ジュールス・バス、小林一幸。ピーター・ディキンスンの同名の書籍とゴードン・R・ディクスンの小説作品『ドラゴンになった青年』を原作とする。

## あらすじ
ドラゴンや魔法の生物が登場する中世ファンタジー世界が舞台となっている。
自然を司る緑の魔法使いカロライナスは、人々に広まる倫理と科学が魔法の力を消し去ってしまう前に神秘的な存在を守ろうと『魔法の領域』を作ることを提案する。天と海を司る青のソラリアス、光と空気を司る黄のロータジャールは賛成するが、黒魔術の使い手である赤の魔法使いオマドンだけは反対し、人類を消し去ってしまおうと考えていた。
魔法使い同士で戦うことは禁じられていた為、カロライナスらは英雄たちをオマドンの元に遣わせ、彼の力の源である王冠を奪って彼の企みを阻止しようとする。ソラリアスは闇の魔法を防ぐ盾、ロータジャールはドラゴンを眠らせる魔法の杖を渡す。カロライナスは騎士のスマイズ卿、ドラゴンのゴーバッシュ、そして20世紀末のボストンから元科学者でドラゴンに夢中なボードゲームデザイナーのピーター・ディキンスンを呼び寄せる。

## キャスト
| 役名                       | 声の出演                       | 声の出演   | 声の出演     |
| 役名                       | 原語版                         | 日本語版   | 日本語版     |
| 役名                       | 原語版                         | VHS・LD版  | 日本テレビ版 |
| -------------------------- | ------------------------------ | ---------- | ------------ |
| ピーター・ディキンスン     | ジョン・リッター               | 田中秀幸   | 神谷明       |
| カロライナス               | ハリー・モーガン               | 宮内幸平   |              |
| メリサンド                 | アレクサンドラ・ストッダート   | 藩恵子     |              |
| スマゴル                   | ジェームズ・グレゴリー         | 八奈見乗児 |              |
| ゴーバッシュ               | ボブ・マクファーデン           | 塩屋浩三   |              |
| オマドン                   | ジェームズ・アール・ジョーンズ | 柴田秀勝   |              |
| ソラリアス                 | ポール・フリーズ               | 家弓家正   |              |
| ロータジャール             | ドン・メシック                 | 矢田耕司   |              |
| オリン・ネビル・スマイズ卿 | ボブ・マクファーデン           | 金内吉男   | 池田勝       |
| ダニエル                   | ネリー・ベルフラワー           | 藤田淑子   |              |
| アラク                     | ヴィクター・ブオノ             | 大竹宏     |              |
| ジャイルス                 | ドン・メシック                 | はせさん治 |              |
| ブリヤーク                 | -                              | 田中康郎   |              |
| ディック                   | -                              | あずさ欣平 |              |
| 質屋                       | ラリー・ストーチ               | 永井一郎   |              |
| 祖先                       | ポール・フリーズ               | 銀河万丈   |              |

- VHS・LD版：1985年9月5日発売のVHSに初収録。1986年9月21日発売のLDにも流用。
- 日本テレビ版：初回放送1984年4月29日『日曜スペシャル』

## リリース
ソフト発売
イギリスでは1982年8月17日にビデオが発売された。その後はワーナーが2009年にDVD、2018年にBlu-rayを発売。日本ではVHS・LDが発売されたがDVD・Blu-rayソフトは未発売。配信サービス等での提供も行われていない。
テレビ放送
日本では1984年4月29日に『ドラゴン伝説・魔界大戦争』のタイトルで放送。その後は1986年8月2日にABCの「サタデー・ナイト・ムービー」でも放送された。